# КиноСоюз
«КиноСою́з» (полное название: Сою́з кинематографи́стов и профессиона́льных кинематографи́ческих организа́ций и объедине́ний Росси́и) — общественная организация российских кинематографистов. Создана в 2010 году, действовала до 2022 года.

## История
Весной 2010 года группа российских кинематографистов, недовольных деятельностью руководства Союза кинематографистов России и лично Никиты Михалкова, объявила о выходе из данного объединения. В связи с данным решением появилась идея создать новый «Киносоюз». Было написано обращение «Нам не нравится», которое собрало более 150 подписей. Его учредителями стали Эльдар Рязанов, Алексей Герман, Юрий Норштейн, Александр Сокуров, Александр Гельман, Даниил Дондурей, Владимир Досталь, Виталий Манский, Борис Хлебников, Андрей Прошкин, Алексей Герман-младший. 23 июня 2010 года была проведена учредительная конференция новой организации. До первого съезда председателем «КиноСоюза» стал Борис Хлебников.
9 сентября 2010 года Министерство юстиции России выдало свидетельство о государственной регистрации Региональной общественной организации «Союз кинематографистов и профессиональных кинематографических организаций и объединений».
Первый съезд «КиноСоюза» прошёл в Москве 1 и 2 июля 2011 года. Согласно списочному составу, в «КиноСоюзе» состояло 168 членов. Рейтинговым голосованием было избрано правление из 11 человек. На выборную должность руководителя были выдвинуты Андрей Прошкин и Виталий Манский, по результатам голосования был избран Андрей Прошкин (67 % голосов).
24 июня 2017 года на съезде организации Алексей Попогребский был избран её председателем.
24 июня 2022 года организация объявила о приостановлении своей деятельности на фоне событий, связанных со вторжением России на Украину: «После драматических событий февраля 2022 года Президиум считает невозможным продолжение деятельности „КиноСоюза“, поскольку в новых обстоятельствах более нельзя решать поставленные им перед собой задачи средствами и методами коллективной культурной политики. Руководствуясь Уставом, в рамках своих полномочий, Президиум принял решение о приостановлении деятельности МОО „КиноСоюз“ до особого решения Президиума или Конференции делегатов региональных подразделений организации».

## Деятельность «КиноСоюза»
В декабре 2011 года впервые была вручена премия «КиноСоюза» — «Элем», названная так в честь режиссёра Элема Климова.
Премия вручалась фильмам, вышедшим в предыдущем году. Первым призёром «Элема» стал фильм Алексея Попогребского «Как я провёл этим летом».
Премия вручалась в 2012 (фильмы «Елена» Андрея Звягинцева, «Фауст» Александра Сокурова) и 2013 («Антон тут рядом» Любови Аркус) годах.
Наряду с вручением «Элема» организация занималась художественно-просветительской и общественно-политической деятельностью.

### Открытое письмо против аннексии Крыма
В марте 2014 года 169 участников (в том числе Лия Ахеджакова и кинокритик Антон Долин) «КиноСоюза» подписали письмо своим коллегам с Украины:

 Мы, как и вы, категорически против лжи в освещении судьбоносных для Украины событий и тем более против российской военной интервенции в Украину. Нас слишком многое связывает, чтобы мы поверили состряпанной пропаганде.

### «НЕТ ВОЙНЕ»
В феврале 2022 года Союз кинематографистов опубликовал открытое заявление под названием «НЕТ ВОЙНЕ», в котором призвал к немедленному прекращению войны России на территории Украины.

 Мы, как и вы, категорически против лжи в освещении судьбоносных для Украины событий и тем более против российской военной интервенции в Украину. Нас слишком многое связывает, чтобы мы поверили состряпанной пропаганде.
В заявлении отмечено, что:
- Война нарушает основополагающую ценность — человеческую жизнь;
- Необходимо немедленно прекратить «узаконенное убийство»;
- Кинематографисты призваны отказаться от оправдания и эстетизации насилия

Заявление подписали: председатель КиноСоюза Алексей Попогребский, члены правления Евгений Гиндилис, Виталий Манский, Андрей Плахов, Андрей Прошкин, Марина Разбежкина, Борис Хлебников, а также члены КиноСоюза Александр Зельдович, Виктор Матизен, Александр Нахимсон и др.
Письмо также подписал Юрий Борисов (его, тем не менее, обвиняют в том, что он снимается в финансируемой государством пропаганде и продвигает путинские нарративы; поэтому он  фигурирует в базе "Миротворца".) и Григорий Амнуэль.